# Aşağı Şabalıd
Aşağı Şabalıd är en ort i Azerbajdzjan.   Den ligger i distriktet Şəki Rayonu, i den centrala delen av landet, 250 kilometer väster om huvudstaden Baku. Aşağı Şabalıd ligger 547 meter över havet och antalet invånare är 675.
Terrängen runt Aşağı Şabalıd är kuperad åt sydväst, men åt nordost är den bergig. Närmaste större samhälle är Sheki, 12,7 kilometer sydost om Aşağı Şabalıd. 
I omgivningarna runt Aşağı Şabalıd växer i huvudsak lövfällande lövskog. Runt Aşağı Şabalıd är det ganska glesbefolkat, med 38 invånare per kvadratkilometer.